# Adrana notabilis
Adrana notabilis är en musselart som beskrevs av Alfred Rehder 1939. Adrana notabilis ingår i släktet Adrana och familjen nötmusslor. Inga underarter finns listade i Catalogue of Life.